# Vokesimurex tweedianus
Vokesimurex tweedianus is een slakkensoort uit de familie van de Muricidae. De wetenschappelijke naam van de soort is voor het eerst geldig gepubliceerd in 1962 door Macpherson.